# 市村洋文
市村 洋文（いちむら ひろふみ、1959年1月 - ）は、日本の起業家。

## 人物
都立富士高等学校在学中は、創部されたばかりのアメリカンフットボール部で練習に明け暮れる毎日。立教大学在学中に学生旅行ツアーをビジネス化し、年間1,000台のバスツアー（スキーとサーフ＆テニス）を企画して4年間で60億円の売上を上げ、学生起業家の先駆けとして脚光を浴びる。大学卒業後は野村證券に入社。30歳で月に600億円の売り上げを上げる証券マンに成長し、野村における最年少記録を樹立した。37歳で当時最年少の支店長に抜擢され、「野村證券伝説の営業マン」と呼ばれる。
39歳の時、光陽グループ傘下の「KOBE証券」（現「インヴァスト」）に招かれ、43歳で代表取締役社長に就任。当時最年少の総合証券社長として活躍し、280億円だった運用資産を1兆4,400億円まで拡大させる。2006年にKOBE証券を上場させることに成功。2007年、48歳の時にファーストヴィレッジ株式会社を設立。業務提携先は500社を超え、38000人の経営者のネットワークを持つ。
2020年（令和2年）に株式会社M＆Aディレクションズを設立し、事業承継と出口戦略に関する高度な支援体制を構築。さらに、2021年（令和3年）には、スカウト型エグゼクティブサーチに特化したファーストヴィレッジ人材Search株式会社を設立。

## 経歴
- 1959年（昭和34年）1月 - 東京都出身[1]（北海道生まれ）。練馬育ち。
- 1974年（昭和49年）3月 - 練馬区立 田柄中学校 卒業。
- 1977年（昭和52年）3月 - 都立富士高等学校 卒業。
- 1983年（昭和58年）3月 - 立教大学 社会学部 卒業。
- 1983年（昭和58年）4月 - 「野村證券」入社／仙台支店配属。
- 1986年（昭和61年）11月 - 同社 新宿野村ビル支店。
- 1990年（平成2年）11月 - 同社 本社営業企画部。
- 1991年（平成3年）11月 - 同社 本社営業業務部。
- 1993年（平成5年）6月 - 同社 本社首都圏本部付。
- 1994年（平成6年）6月 - 同社 大宮西口支店営業課長。
- 1996年（平成8年）6月 - 同社 大森支店長。
- 1998年（平成10年）12月 - KOBE証券株式会社（現 インヴァスト株式会社）顧問。
- 1999年（平成11年）4月 - 同社 専務取締役。
- 2002年（平成14年）4月 - 同社 代表取締役社長。
- 2006年（平成18年）3月 - 同社 ヘラクレス市場（現在は東京証券取引所スタンダード市場）に上場。
- 2007年（平成19年）4月 - ファーストヴィレッジ株式会社設立、代表取締役社長就任。
- 2015年（平成27年）11月 - 5冊目の著書「1億稼ぐ 営業の強化書」上梓。日本経済新聞 経済・ビジネス書ランキング 5位。全国の書店でベストセラーとなり、重版も第7刷となる。
- 2017年（平成29年）4月 - ファーストヴィッレッジ株式会社創立10周年。10周年記念に6冊目の著書「1億稼ぐ人の『超』メモ術」上梓。
- 2019年（平成31年）1月 - 還暦。6月、YouTube番組「年収チャンネル」で「昼メシは座って食べるな！」が紹介されたのを機に、一連の著作が再度ベストセラー上位に。
- 2020年（令和2年）10月 - 株式会社M＆Aディレクションズ設立[3]。
- 2021年（令和3年）10月 - ファーストヴィレッジ人材サーチ株式会社設立[3]。
- 2022年（令和4年）4月 - ファーストヴィレッジ株式会社創立15周年。
- 2022年（令和4年）12月 - 15周年記念に７冊目の著書「ヤバい！ 準備力」上梓。

## 著書
- 『THE営業道　営業は宝探しゲームだ』（2008年、ダイヤモンド社）ISBN 978-4-4780-8277-5
- 『昼メシは座って食べるな！』（2011年、サンマーク出版）ISBN 978-4-7631-3117-1
- 『ツメが甘い』（2012年、ベストセラーズ）ISBN 978-4-584-13439-9
- 『夢への階段の登り方』（2015年、パレード）ISBN 978-4-434-20515-6
- 『1億稼ぐ 営業の強化書』（2015年、プレジデント社）ISBN 978-4-8334-5081-2
- 『1億稼ぐ人の「超」メモ術』（2017年、プレジデント社）ISBN 978-4-8334-5116-1
- 『ヤバい！ 準備力』（2022年、プレジデント社）ISBN 978-4-8334-5216-8